# Sekretinový receptor
Sekretinový receptor (kódovaný genem SCTR) je receptor spřažený s G proteinem, který váže sekretin a byl prvním popsaným GPCR receptorem třídy B.

## Interakce
Sekretinový receptor interaguje s peptidem PACAP.